# Mădălin Murgan
Mădălin Murgan (n. 16 mai 1983, Craiova, Dolj, România) este un fotbalist român care evoluează la echipa FC Podari pe postul de mijlocaș.

## Carieră
A debutat pentru Pandurii Târgu Jiu în Liga I pe 2 august 2008 într-un meci pierdut împotriva echipei FC Timișoara.